# Lago Pjuchjajarvi
Il lago Pjuchjajarvi (in russo Пюхяярви?; in finlandese: Pyhäjärvi) è un lago situato al confine tra Finlandia e la Russia. La maggior parte del lago si trova in Finlandia (207 km²), ad eccezione della parte sud-orientale del lago, situata nel Sortaval'skij rajon della Repubblica di Carelia (41 km²).  Attraverso una serie di canali e fiumi il lago è collegato al lago Saimaa.
Il lago di origine glaciale-tettonica ha una superficie di 255 km². La costa è fortemente frastagliata, tortuosa, con numerose baie e promontori. Sul lago ci sono molte isole. Gela da novembre ad aprile - maggio